# Хрестище (Краматорський район)
Хрести́ще — село Святогірської міської громади Краматорського району Донецької області, Україна. Населення становить 1102 осіб.

## Історія
Засноване як сторожовий пост на початку XVIII століття.
Село Хрестище отримало свою назву від великого поклінного хреста, що стояв на торговому шляху, яким возили сіль. Згодом тут стали селитися люди. Унікальна церква з обтесаних дубових колод була побудована в 1840 році козаками та іншими вільними людьми, що населили ці місця.
3 червня 2014 року поблизу Хрестища відбувся бій між українськими військовими та проросійськими бандугрупованнями. Зазнав поранень в бою командир роти 79-ї аеромобільної бригади капітан Бабенко Сергій Павлович.

## Населення

### Мова
Розподіл населення за рідною мовою за даними перепису 2001 року:
| Мова            | Кількість | Відсоток |
| --------------- | --------- | -------- |
| українська      | 836       | 75.86%   |
| російська       | 120       | 10.89%   |
| білоруська      | 1         | 0.09%    |
| румунська       | 1         | 0.09%    |
| інші/не вказали | 144       | 13.07%   |
| Усього          | 1102      | 100%     |

## Відомі уродженці
- Мартиненко Іван Іванович (21 жовтня 1924) — доктор технічних наук, професор Української сільськогосподарської академії, академік ВАСГНІЛ, академік Української академії аграрних наук.